# Кукаркин, Александр Викторович
Алекса́ндр Ви́кторович Кука́ркин (18 октября 1916 — 24 марта 1996) — советский киновед и кинокритик, специалист в области западной массовой культуры и американского кинематографа. Доктор искусствоведения (1986).

## Биография
Родился 18 октября 1916 года.
В 1940 году окончил Литературный институт имени А. М. Горького, а в 1945 году – Высшую дипломатическую школу МИД СССР. В том же году вступил в ВКП(б).
В 1951–1953 годах – ответственный секретарь журнала «Новости» на английском языке, двухнедельного международного обозрения, которое издавалось для зарубежных читателей газетой «Труд».
Работал в отделе научной обработки иностранного фильмофонда Госфильмофонда СССР. В 1962 году защитил диссертацию на соискание учёной степени кандидата искусствоведения по теме «Чарли Чаплин».
Работал старшим научным сотрудником Института философии АН СССР.
В 1975 году во Всесоюзном государственном институте кинематографии имени С. А. Герасимова пытался защитить диссертацию на соискание учёной степени доктора искусствоведения по теме «Мировоззренческие основы современного буржуазно-массового киноискусства».
В 1986 году защищал диссертацию на соискание учёной степени доктора искусствоведения по теме «Творческие методы буржуазного массового киноискусства: (Критический анализ)».
Выступал в печати с 1940 года. Автор многих работ по вопросам зарубежного киноискусства. Перевёл на русский роман Эла Моргана «Великий человек» и повесть «Скромный успех».
Дочь – Татьяна Александровна Кукаркина, киновед.
Сын – Павел Александрович Кукаркин, историк

## Научные труды
на русском языке
- Кукаркин А. В. Чарли Чаплин // Искусство кино. — 1958. — № 11. — С. 127—139.
- Кукаркин А. В. Чарли Чаплин. — М.: Искусство, 1960. — 327 с.
- Кукаркин А. В., Бояджиев Г. Н., Шнеерсон Г. М., Чагодаев А. Д. Кино, театр, музыка, живопись в США. — М.: Знание, 1964. — 346 с.
- Кукаркин А. В. Чарльз Чаплин и его фильмы. — М.: Наука, 1966. — 246 с.
- Кукаркин А. В. Десятая муза или десятая жертва?: Об основных тенденциях в современном кино Запада. — М.: Знание, 1966. — 32 с. (Новое в жизни, науке, технике. 6 серия. Литература и искусство; 24).
- Кукаркин А. В. Мифы западного кино. — М.: Знание, 1968. — 93 с. (Новое в жизни, науке, технике. Серия "Искусство" 7-8).
- Кукаркин А. В. Буржуазное общество и культура / Под общ. ред. д-ра ист. наук А. Н. Яковлева. — М.: Политиздат, 1970. — 415 с.
- Эстетика и жизнь : сборник Вып. 1. / Ин-т философии (Москва); отв. ред. А. В. Кукаркин. — М.: Искусство, 1971. — 525 с.
- Эстетика и жизнь : сб. статей. Вып. 3. / Ин-т философии (Москва); ред.: А. В. Кукаркин, М. Ф. Овсянников, Е. И. Савостьянов. — М.: Искусство, 1974. — 518 с.
- Кукаркин А. В. По ту сторону расцвета. Буржуазное общество: культура и идеология / Под общ. ред. д-ра ист. наук, проф. А. Н. Яковлева. — М.: Политиздат, 1974. — 557 с.
- Кукаркин А. В. По ту сторону расцвета: Буржуазное общество: культура и идеология. — 2-е изд. — М.: Политиздат, 1977. — 400 с.
- Кукаркин А. В. Буржуазная массовая культура: Теории. Идеи. Разновидности. Образцы. — М.: Политиздат, 1978. — 350 с.
- Кукаркин А. В. Глава I // Культура и идеологическая борьба / А. В. Кукаркин, Г. К. Ашин, А. П. Мидлер и др.; Под общ. ред. А. И. Арнольдова и Н. В. Новикова; Введ. А. И. Арнольдова. — М.: Мысль, 1979. — 192 с.
- Кукаркин А. В. По ту сторону расцвета: Буржуазное общество: культура и идеология. — 3-е изд., дораб. — М.: Политиздат, 1981. — 479 с.
- Кукаркин А. В. Буржуазная массовая культура: Теории. Идеи. Разновидности. Образцы. Техника. Бизнес. — 2-е изд., дораб. и доп. — М. : Политиздат, 1985. — 397 с.
- Кукаркин А. В. Чарли Чаплин. — 2-е изд., дораб. и доп. — М.: Искусство, 1988. — 287 с.

на других языках
- The passing age, Moscow, 1980;
- Кукаркин А. В. Чарли Чаплин / Прев. от рус. В. Янков. — София: Наука и изкуство, 1963. — 355 с.

### Составление и научная редакция
- Чаплин Ч. С. О себе и своём творчестве. Т. 1: Автобиография; Моя жизнь в фильмах. / сост., предисл., коммент. А. В. Кукаркина; пер. с англ. З. Гинзбург и др. — М.: Искусство, 1990. — 350 с. ISBN 5-210-00455-4
- Дюма А.. Собрание сочинений: в 35 т.: пер. с фр. / Сост. А. В. Кукаркин. М.: Дайджест, 1992. ISBN 5-7685-0003-0
- Верн Ж.. Собрание сочинений: В 50 т.: Необыкновенные путешествия и приключения: Пер. с фр. / Сост. А. В. Кукаркин. — М. : Изд. фирма "Дайджест", 1992―1994. ISBN 5-7685-0038-3, ISBN 5-7395-0009-5
- Цвейг С. Собрание сочинений: В 9 т.: Пер. с нем. / Сост. А. В. Кукаркин. — М. : Библиосфера, 1996. ISBN 5-89217-001-2, 50000 экз.

## Публицистика
- Кукаркин А. В. Секрет успеха. (Заметки об американском художественном фильме «Нюрнбергский процесс») // Новое время. — 1963. — № 30.
- Кукаркин А. В. В ловушке жизни, или парадоксы Энтони Бёрджесса // Литературная газета. — 1976. — 31 марта. — № 13. — С. 14.